# Antipiretik
Antipirétik ali protivročinsko zdravilo je zdravilo za zniževanje povišane telesne temperature (vročine). V primeru normalne telesne temperature je le-ta dodatno ne zniža.
Antipiretiki izkazujejo protivročinski učinek preko delovanja na hipotalamus. Poleg protivročinskega delovanja ta zdravila pogosto izkazujejo tudi druge terapevtske učinke. Med najbolj znanimi antipiretiki sta aspirin in paracetamol; oba izkazujeta tudi analgetično (protibolečinsko) delovanje, aspirin tudi protivnetno delovanje.
Cilj protivročinskega zdravljenja je preprečitev morebitnih škodljivih posledic vročine in izboljšanje počutja bolnika. Pojavlja se vprašanje smiselnosti zniževanja telesne temperature, saj je vročina del odziva imunskega sistema na okužbo.

## Predstavniki
Kot protivročinske učinkovine se uporabljajo zlasti:
- nesteroidna protivnetna zdravila (na primer acetilsalicilna kislina, ibuprofen),
- paracetamol.

Kot antipiretik (in analgetik) se uporablja tudi metamizol, neopioidni derivat pirazolona, vendar je bil v več državah umaknjen iz uporabe zaradi povzročanja agranulocitoze.

## Mehanizem delovanja
V organizmu se poviša telesna temperatura zaradi dviga nastavitvene temperaturne točke v hipotalamusu. Ta se dvigne zaradi lokalnega povišanja koncentracije prostaglandina E2 (PGE2). Antipiretiki zavrejo sintezo PGE2 preko zaviranja encima ciklooksigenaze.